# Kneph
Kneph – masoński emblemat przedstawiający uskrzydlone jajko otaczające symbole masońskie. Całość otoczona jest przez węża. Kneph oznacza Wielkiego Architekta Wszechświata i duchowość w człowieku.